# Condado de Gloucester (Novo Brunswick)
O Condado de Gloucester é um dos quinze condados da província canadense de New Brunswick.  A pesca, a mineração e a silvicultura são as principais indústrias do condado. A parte oriental do condado é conhecida por sua cultura acadiana.